# Menyhay Imre
Menyhay Imre (Budafok, 1931. május 12. – 2018. október 23.) közgazdász pedagógus, gazdaságszociológus, gazdaságpszichológus, igazságügyi gazdasági szakértő, rovatvezető újságíró, professor emeritus. Kutatási területe a pedagógia, a gazdaságpszichológia és a gazdaságszociológia fejlesztése. A Gazdálkodás, vállalkozás, etika. Társadalomelméleti gazdaságszociológia alapvetése és alkalmazása című könyvével lerakta a társadalomelméleti gazdaságszociológia alapjait (Menyhay Imre társadalomelméleti gazdaságszociológiája), a Homo oeconomikus és a befejezetlen teremtés. Az analitikus gazdaságpszichológia alapvetése és alkalmazása című könyvével pedig a pszichoanalitikus gazdaságpszichológia (Menyhay Imre pszichoanalitikus gazdaságpszichológiája) alapjait.

## Családja
Feleségével, Murányi Ilonával két gyermekük van: Melanie és Stefan.

## Tanulmányai és tudományos fokozatai
A Budafoki Polgári Iskolát jeles, a budapesti Márványutcai Közgazdasági Középiskolát kitűnő eredménnyel végezte. Az utóbbiban Szentkuthy Miklós Kossuth-díjas író tanítványa volt, aki a magyar irodalomban jeleskedő, az iskolai ünnepi beszédeket tartó diákot, tehetségére való tekintettel, felkarolta. Ebből a kapcsolatból egy életre szóló barátság alakult ki. 
Az író szellemisége nagy hatással volt kreatív tudományos alkotótevékenységére, miután Szentkuthy által kilátásba helyezett ígéretes magyar irodalmi jövőjének lehetőségeiről az országból való menekülése miatt ezerkilencszázötvenhatban le kellett mondania.
A  Budapesti Corvinus Egyetem, az akkori Marx Károly Közgazdaságtudományi Egyetem tanárszakát abszolutóriummal zárta, ahol később doktori diplomát is szerzett pedagógiából summa cum laude minősítéssel. 1956. november 6-án újságírói tevékenysége miatt Ausztriába menekült.
Bécsben az egyetemi rangú Világkereskedelmi Főiskolán folytatott előtanulmányai után az Osztrák Állami Vizsgabizottság előtt szerzett közgazdásztanári képesítést és magiszter-titulust. Ezt követően kezdte el tanulmányait a Grazi Egyetem Társadalom- és Gazdaságtudományi Karán, ahol üzemgazdaság-szakon szerzett magiszteri fokozatot, majd szociológiából PhD. tudományos doktori fokozatot. A Doctor Habilitatus fokozatot száz százalékos minősítéssel érte el.

## Fiatal évei
Diákként tanárai támogatásával, ösztöndíjjal és munkával tartotta fönn magát. Dolgozott a törökbálinti Hutera-téglagyárban segédmunkásként, a Budapesti Szerszám- és Gépgyárban bérelszámolóként, a Lóversenypályán pedig nyereménykifizető pénztárosként. A Budapesti Tudományos Ismeretterjesztő Társulat megbízásából előadásokat tartott budapesti és Budapest környéki üzemekben. Majd fél évszázaddal később tért vissza ehhez a nagy múltú Társulathoz, ahol ennek Valóság című folyóiratában számos tanulmánya jelent meg.
Az 1940-es évek végén és az 1950-es évek elején az 1915-ös Boldog Asztrik Apát Cserkészcsapat rajvezetője és a Budafok negyedik kerületi katolikus egyházközségi ifjúsági szervezet jegyzője volt. Részt vett a Mindszenty József bíboros melletti tüntetésekben. Az Államvédelmi Hatóság megfigyelése alatt állt.
1955/56-os tanévben a Soproni Közgazdasági Középiskolában tanított és a városi tanács támogatásával megszervezte a soproni újság – a Soproni Napló – újraindításának technikai feltételeit és engedélyezését. Annak idején a sajtó a kommunista párt irányítása alatt állt. A győri pártbizottság kihagyta őt az újság szerkesztőbizottságából. Ide az 1956-os forradalom kitörése után vették be. E tevékenysége miatt 1956-ban a Soproni – a mai Nyugat-magyarországi Egyetem diákjaival és tanáraival egyetemben menekülésre kényszerült. Sopronba – az egyetemre – negyven év elteltével 1996-ban került vissza a Budapesti Közgazdaságtudományi – a mai Budapesti Corvinus Egyetemről –  ahol 1991-től kezdve tanított.

## Emigrációban 1956 – 1991
1956 novemberében a menekült családok gyermekei gyökértelenül szaladgáltak az alsó-ausztriai Traiskirchen község kibombázott kaszárnyájának udvarán, amelyet az osztrák kormány a magyar menekültek befogadására sebtében bocsátott rendelkezésre. Itt felkereste a menekülttábor gondnokát és rámutatott arra, hogy a gyerekek rendszeres foglalkoztatás hiányában veszélyeztetettekké váltak. Kérte, hogy ebben az ügyben egy kompetens személlyel konzultálhasson. Másnap szolgálati autót küldött érte az akkori osztrák oktatásügyi miniszter, Heinrich Drimmel, aki megbízta egy, a magyar menekült gyerekek számára alkalmas középiskola szervezésével. Beszerezte a szülök nyilatkozatait arról, hogy gyermekeiket a megvalósítás alatt álló iskola gondjaira bízzák, elkészítette a szervezési tervet, a tantárgyi tematikát, az órarendet és a diákok és tanárok névsorát. Hitoktatót csak az utolsó pillanatban sikerült találni, közvetlenül azelőtt, hogy a gyerekekkel és pedagógusokkal teli autóbuszok a kaszárnya udvaráról kigördültek az úti cél, a felső ausztriai Obertraun felé. Ott, az összegyűlt diákok és tanárok előtt a miniszter munkatársa megbízta őt az iskola további vezetésével, ami hamarosan véget is ért. A hittant tanító pap úgy vélte, hogy egy pedagógus, aki a Marx Károlyról elnevezett Közgazdaságtudományi Egyetemen szerezte tudását, nem alkalmas pedagógusi pályára, átvette az iskola vezetését, adott neki 500 schillinget, és feltette egy Bécsbe tartó vonatra.
Hosszú hányattatás után 1957-ben Bécs melletti schwechati sörgyár értelmiségi menekültek számára adaptált öreg kastélyába került, ahol öt évet töltött. Egy évig Rockefeller ösztöndíjjal tanult, majd Kéthly Anna ösztöndíjas lett, közben vállalkozóként is tevékenykedett, és igyekezett az akkori osztrák felsőoktatási követelményeknek megfelelően a közgazdász tanári képesítéshez szükséges legalább kétéves praxist megszerezni.
A bécsi Öreg-Duna partján egy lepusztult házat (Elidagasse 10) saját munkájával hozott rendbe, ahová 1962-ben költözött be. Csak rövid ideig lakott itt, mert a sikeres tanári képesítő vizsga után megpályázta és elnyerte az osztrák szövetségi állam közgazdász tanári állását a steierországi Leoben egyetemi város kereskedelmi iskolájában, amellyel az állam a városi iskolát kívánta támogatni („Élő szubvenció”). Itt a tanári kar első képviselőjének választották, majd 1976-ban az iskola igazgatójává nevezték ki. Ezt a tisztséget 1991-ig töltötte be.
Az 1980-as évek végén a kommunista rendszer a bukásához közeledett. Magyarországnak különösen a társadalom- és gazdaságtudományok területén volt szüksége segítségre. Úgy próbált segíteni, hogy megteremtette az érdeklődő magyar küldöttségek tanulmányútjainak fogadását Ausztriában. A tanulmányutak szervezését magyar részről a Komunitas-Vállalat és ennek igazgatója, Pálfalvy Zoltán, látta el. A tanulmányutakat Leoben város munkatársainak közreműködésével támogatta. Készségesen betekintést engedtek többek között a városi úthálózat-fenntartás, energia- és vízellátás és temetkezés rendszerébe. Igyekezett a kapcsolatokat a magyar felsőoktatási intézményekre is kiterjeszteni. Ez a kontaktus 1991-ben Bakos István (művelődéskutató), a Művelődési és Közoktatási Minisztérium főosztályvezetőjének közreműködésével jött létre. Ennek folytán a Budapesti Kereskedelmi, Vendéglátóipari és Idegenforgalmi Főiskola (KVIF) (Budapesti Gazdaságtudományi Egyetem) tanári kara vendégtanárrá választotta. Ezt további felsőoktatási intézmények meghívásai követtek.
Menyhay Imre közvetítésével Horn Miklós főigazgató és ennek utódja, Csizmadia László, a Civil Összefogás Fórum alapítója és ügyvezetője vezetésével a Budapesti Kereskedelmi, Vendéglátóipari és Idegenforgalmi Főiskola (KVIF) tanári testületének küldöttsége többször járt tanulmány- és kontaktust teremtő úton Ausztriában, Leobenben, és Bécsben a szakmailag illetékes miniszternél. 1992-ben a magyar közgazdászképző egyetemi és főiskolai rektorkonferencia kihelyezett ülést tartott Leobenben, ahol a résztvevők Leoben város, a Montanegyetem és Menyhay Imre személyes vendégei voltak. A Montanegyetem vezető tanárainak és a Magyar Rektorkonferencia közös ülésén Andorka Rudolf (szociológus), a Budapesti Corvinus Egyetem – az akkori Budapesti Közgazdaságtudományi Egyetem – rektora tartott előadást arról, hogyan érintik felsőoktatást a magyarországi változások.
Igazgatói tisztsége alatt a Grazi Egyetemen tovább tanult, a Leobeni Montanegyetemen tanított (1983-1991), és igazságügyi gazdasági szakértőként és újságíróként is tevékenykedett. Grazban, a „Wochenpost”-nál saját rovata volt „Reflexionen” címmel. Kb. 600 gazdaság- és társadalomkritikai cikket írt. Ez időszakban három tudományos könyve jelent meg.

## 1991 után
Magyarországon a következő felsőoktatási intézményekben tanított:
- 1991-2004. Kereskedelmi, Vendéglátóipari és Idegenforgalmi Főiskola (KVIF). (Budapesti Gazdaságtudományi Egyetem). Gazdaságpszichológia magyar és német nyelven.
- 1991-2004. KVIF alintézményeként működő "Deutschsprachige Hochschule für Handel und Fremdenverkehr in Budapest". Einführung in die Psychologie und Soziologie.
- 1991-1996 Budapesti Közgazdaságtudományi Egyetem. (Budapesti Corvinus Egyetem) Gazdaságpszichológia[25]
- 1991-1994. Veszprémi Egyetem. (2006-tól Pannon Egyetem) Vállalatvezetés és Gazdaságtan.
- 1996-2004. Soproni Egyetem, illetve Nyugat-magyarországi Egyetem. Szociológia, gazdaságszociológia, gazdaságpszichológia, társadalmi és gazdasági rendszerek, valamint  gazdálkodásetika német nyelven is.
- 2004-től a Soproni Egyetemen, illetve a Nyugat-magyarországi Egyetemen Professor emeritus[26][27][28]

## Magyar és német nyelvű publikációi

### Fluentum. Nemzetközi gazdasági és társadalomtudományi folyóirat.ISSN2064-6356. 2014. IV. negyedév
- Europäische Union aus Sicht psychischer Hygiene und der Sozialmechanismen.  Auf dem Weg zu Vereinigten Staaten von Europa.

### Gazdaság és Társadalom. Társadalomtudományi folyóirat
- Eretnekség a közgazdaságtudományokban. Tanulmány a Nyugat-Magyarországi Egyetemen beindult közgazdászképzés tízéves évfordulójára. 2005/1. 93–130.[29][30]
- Vállalkozás, gazdálkodás, etika és társadalmi szereptévelygések. Posztumusz Nobel-díjat a szultánnak, avagy leleplezni nem csak szobrokat lehet. 2000/1-2. 5–82.[31]
- Gazdasági racionalizmus és a szándékolt eredményesség megfordítása. 2000/3-4. 28–81.[29][32]
- A piaci vállalkozás buktatói. Homo sapiens a mérlegen. IX. Évfolyam, 3-4. szám, 1998. 45–78.
- Elfojtás, őselfojtás, archetípus. Tanulmány a tudományok megbízhatóságáról valamint a társadalmi cél-összeférhetőség, erkölcs és gazdasági etika aktuális kérdéseiről. IX. Évfolyam 3-4. szám, 1998. 154–178.
- Gazdaságpszichológia fejlesztése és képzése Magyarországon. 1993/1-2. 47–66.

### Valóság folyóirat
- Európa kilátásai és a baloldali tőkés paradoxon ideológiák kereszttüzében. 2014/9. 1-19.
- Ambivalencia, személyiség és társadalmi változások. 2014/5. 1-11.
- Libidóblokád és az életminőség a pszichoanalítikus gazdaságpszichológia tükrében. 2014/1. 1-12.
- A kultúra, az animális társadalom és a parlagfű-kultúra. 2012/3. 1-12.
- A humánum válsága a jó és a rossz között. „Olyanok lesztek, mint az istenek, akik ismerik a jót és rosszat”. 2011/12. 14–33.
- A posztmodern társadalom dilemmái – Az ellentmondásos szükségletpárosok. 2010/4. 13–23.
- A Nobel-díj, a tanárverés és a pénzügyi válság. 2. rész. 2009/2. 27–48.
- A Nobel-díj, a tanárverés és a pénzügyi válság. 1. rész. 2009/1. 1–23.
- Neoliberalizmus és a dzsungel törvényei. 3. rész: Autoritás és személyiség. 2008/8. 22–46.
- Neoliberalizmus és a dzsungel törvényei. 2. rész: A szellemi vakság következményei. 2008/7. 11–42.
- Neoliberalizmus és a dzsungel törvényei. 1. rész: A tekintély válsága Európában és Magyarországon. 2008/6. 10–49.
- Pszichoanalízis és az „istent-tudó” ateista. 2. rész. A tudományos redukcionalizmus, Freud és a metapszichológia. 2007/9. 22-38.
- Pszichoanalízis és az „istent-tudó” ateista. 1. rész. A mélylélektan metafizika-jellege és az autoritások lejáratása. 2007/8. 1–25.
- Fukuyama és az igazmondás leértékelése. 2007/3. 1–9.
- A méltányosság szerepe a társadalmi folyamatokban. 2006/2. 1–7.
- Eretnekség a közgazdaságtudományokban. 2005/12. 13–33.
- Elfojtás, őselfojtás, archetípus. Tanulmány a tudományok megbízhatóságáról, valamint a társadalmi cél-összeférhetőség, az erkölcs és a gazdasági etika aktuális kérdéseiről. 2005/3. 1–13.
- Kozmológiai állandótól az öntudatig. 2004/12. 1–7.
- A boldogtalanság forrása. 2003/9. 1–8.
- A szálka, a gerenda meg a háború. Csokorba szedett illetlenségek. 2003/7. 1–15.
- Adalékok az önmegsemmisítés programjához. 2003/4. 1–10.
- Háttérszervezetek és hatalom. 2003/2. 41–48.
- Zsákutcák a gazdálkodásban. Fragmentum az igazak púderozott szeplőiről. 2002/12. 1–8. o.
- Pszichoanalízis a védekezésről. Elmélet, alkalmazás, tanulságok. 2002/10. 1-17.
- Az Es, az abszolútum és a “babystiling”. 2002/7. 1–13.
- Gazdasági racionalizmus és a szándékolt eredményesség megfordítása. 2. rész 2002/3. 1–14.
- Gazdasági racionalizmus és a szándékolt eredményesség megfordítása. 1. rész 2002/2. 1–15.
- A pozitív önkép szükséglete. 2001/11. 1–17.
- Asszimiláció, cégadó és szellemi termékek védelme.  Intellektuális csemegék haladóknak. 2001/7. 22–30.
- Vállalkozás, gazdálkodás, etika és társadalmi szereptévelygések. Posztumusz Nobel-díjat a szultánnak, avagy leleplezni nem csak szobrokat lehet. 2. rész. 2001/4. 18–40.
- Vállalkozás, gazdálkodás, etika és társadalmi szereptévelygések. Posztumusz Nobel-díjat a szultánnak, avagy leleplezni nem csak szobrokat lehet. 1. rész. 2001/3. 1-30.
- Üzenet a jövőkutatóknak. Monológ a befejezetlen teremtés tragédiájáról a vállalkozásetika tükrében. 2000/2. 29–46.

### Kapu – az értelmiség magyar folyóirata
- Pszichikus higiénia és a posztmodern társadalom. XXXIII. évf. 2010/1 10–15.

### Magyar felsőoktatás – Művelődési és Közoktatási Minisztérium folyóirata
- Az eltérő fokozati rendszer és az ekvivalencia a magyar és osztrák felsőoktatásban. 1991, 6/7, 38–39.

### A Kereskedelmi, Vendéglátóipari és Idegenforgalmi Főiskola (KVIF) tudományos közleményei
- A gazdasági és kulturális átalakulás hatása az ifjúságra. 1996. 142–147.

### Alma mater. A Kereskedelmi, Vendéglátóipari és Idegenforgalmi Főiskola (KVIF) folyóirata
- Elidegenedés, elidegenítés, pénz-elidegenítés. 2001/5. 93–111.
- A piaci vállalkozás buktatói. Homo sapiens a mérlegen. 2000/4. 41–64.
- Elfojtás, őselfojtás, archetípus. Tanulmány a tudományok megbízhatóságáról valamint a társadalmi cél-összeférhetőség, erkölcs és gazdasági etika aktuális kérdéseiről. (I. évfolyam. 1. szám.) 1998/1/1. 91–108.

### Jegyzet
- Studium zur Orientierung über sequenzierten und didaktischen Aufbau der Lehrgegenstände an der Universität für Bildungswissenschaften in Klagenfurt.

### Könyvrészletek
- ISBN 963 00 8852 5. Elidegenedés, elidegenítés, pénz-elidegenítés Marx és Weber elméletében. In.: Dr. Lentner Csaba (Szerk.): Tudományos értékeink. 285–299.
- ISBN 963 508 150 2. A piaci vállalkozás buktatói. Homo sapiens a mérlegen. In: Gidai Erzsébet, Nováky Erzsébet, Tóth Attiláné (szerk.): Magyarország az ezredforduló után. A Magyar Tudományos Akadémia kötete. Budapest, 1999. 233–255.
- ISSN 0848 0930 0848,  ISBN 3-8204-1546-7, Transzendente soziale Dimension und pädagogische Autorität. In: Elmar Lechner Johannes Zilienski (Red.): Wirkungssysteme und Reformsätze in der Pädagogik. Verlag Peter Lang, Frankfurt am Main – Bern – NewYork – Paris, 1988, 256–262.

### Könyvek
- ISBN 978 3 7439 5050 4. Europäische Union aus Sicht psychischer Hygiene und der Sozialmechanismen. Auf dem Weg zu Vereinigten Staaten von Europa. Tredition, 2017.
- ISBN 978 963 9592 82 7. Autoritásvákuum, pénzügyi válság és a dzsungel törvényei. Az etika aktuális kérdéseinek elemzése. Püski Kiadó, 2009.
- ISBN 963 05 8075 6. Homo oeconomikus és a befejezetlen teremtés. Az analitikus gazdaságpszichológia alapvetése és alkalmazása. Akadémiai Kiadó, 2004.
- ISBN 963 05 7868 9. Gazdálkodás, vállalkozás, etika. Társadalomelméleti gazdaságszociológia alapvetése és alkalmazása. Akadémiai Kiadó, 2002.
- ISBN 963 7180 75 3. Bevezetés az általános szociológiába. A társadalomelmélet alapvető kérdései. Kiadó: (Phare támogatással) Nyugat-Magyarországi Egyetem 2000.
- ISBN 963 05 7458 6. Adalékok Káin esti meséjéhez. Gazdaság és szocializáció a jelenkori liberális társadalomban. Akadémiai Kiadó, 1998. Ingyen letölthető.[33]
- ISBN 963 8256 88 5. Voltunk, megvolnánk – leszünk? Nevelés ideológiák kereszttüzében. Püski Kiadó 1996.[34]
- ISBN 963 503 015 0. Vezetés, nevelés, neurózis. Társadalmi valóságok, szükségletek és szükséglet-kielégítés. A Führung, Erziehung, Neurose magyar nyelvű átdolgozott kiadása. Aula Kiadó, 1995,
- 997028041 dokumentumai a Német Nemzeti Könyvtár (DNB) állományában  Ich erzähle meine Sorgen. Kindergedanken für Kinder und Erwachsene. Kiadó: Steirische Wochenpost Ges.m.b.H. Graz, 1991.[35][36]
- ISSN 0930-0848. ISBN 3-8204-1524-6. Gibt es die ideale Pädagogik? Kritik der pädagogischen Praxis unter besonderer Berücksichtigung der Leistungsbeurteilung und der Kunsterziehung. 16. Band der wissenschaftlichen Reihe „Aspekte pädagogischer Innovation“ . Herausgeber: Rektor der Universität für Bildungswissenschaften in Klagenfurt, Prof. Dr. Walter Schöler, Frankfurt am Main – Bern – New York – Paris, 1990.
- ISSN 0930-0848, ISBN 3-631-41755-1. Kreativ-innovatives Denken und pädagogische Einsichten. 12. Band der wissenschaftlichen Reihe „Aspekte pädagogischer Innovation“. Herausgeber: Rektor der Universität für Bildungswissenschaften in Klagenfurt, Prof. Dr. Walter Schöler. Frankfurt am Main – Bern – New York – Paris, 1989.
- ISBN 385 175 413 1. Führung, Erziehung, Neurose. Verlag für medizinische Wissenschaften Wilhelm Maudrich, Wien – München – Bern, 1985.
- ISBN 3-924129-06-1 Amplituden. Thorsten Knabbe Verlag, Deutschland, 1986.[37]

## Elismerések
- Professor Emeritus status és cím odaítélése. Nyugat-magyarországi Egyetem, 2004.[38]
- „Széchenyi Emlékérem" – A Közgazdaságtudományi Kar alapításában végzett munkásságáért. Nyugat-magyarországi Egyetem, 2001.
- A nevelés, oktatás, kutatás szolgálatában. Menyhay Imrének tisztelői, barátai, pályatársai. Ünnepi köszöntő Menyhay Imre hetvenéves születésnapja alkalmából. Szerkesztő: Balázs Judit. Kiadó: Nyugat-magyarországi Egyetem, 2001. ISBN 963 93 64 10 X[39]
- „A magyar Felsőoktatásért Plakett” Magyar Művelődési és Közoktatási Minisztérium, Budapest 1993.
- „Große Ehrenzeichen für besondere Verdienste um das Land Steiermark 1989”  – Ausztria.[40]
- [41]